# روبرت موراي جيبسون
روبرت موراي جيبسون (بالإنجليزية: Robert Gibson)‏ هو لاعب كرة قاعدة وقاضي ومحامي أمريكي، ولد في 20 أغسطس 1869 في دونكانسفيل في الولايات المتحدة، وتوفي في 19 ديسمبر 1949 في بيتسبرغ في الولايات المتحدة.

## وصلات خارجية
- روبرت موراي جيبسون على موقعبيزبول رفرنس.كوم (الدوري الرئيسي) (الإنجليزية)
- روبرت موراي جيبسون على موقعبيزبول رفرنس.كوم (الدوري الثانوي) (الإنجليزية)
- روبرت موراي جيبسون على موقع إي إس بي إن.كوم (أم.أل.بي) (الإنجليزية)
- روبرت موراي جيبسون على موقع مشجعي الرسوم البيانية (الإنجليزية)